# Exam.scient.
Titlen exam.scient. (latin: examinatus/examinata scientium) er en akademisk grad, som danske universiteter og højere læreanstalter fra 1968 til 1995  tildelte personer, der havde afsluttet en bifagsuddannelse i et naturvidenskabeligt fag.
| Skole | Spire Denne artikel om en skole, en uddannelsesinstitution eller uddannelse er en spire som bør udbygges. Du er velkommen til at hjælpe Wikipedia ved at udvide den. |